# Местечени (Сучава)
Местечени (рум. Mesteceni) насеље је у Румунији у округу Сучава у општини Ваду Молдовеј. Oпштина се налази на надморској висини од 384 m.

## Становништво
Према подацима из 2002. године у насељу је живело 221 становника, од којих су сви румунске националности.